# ليمي (لقب)

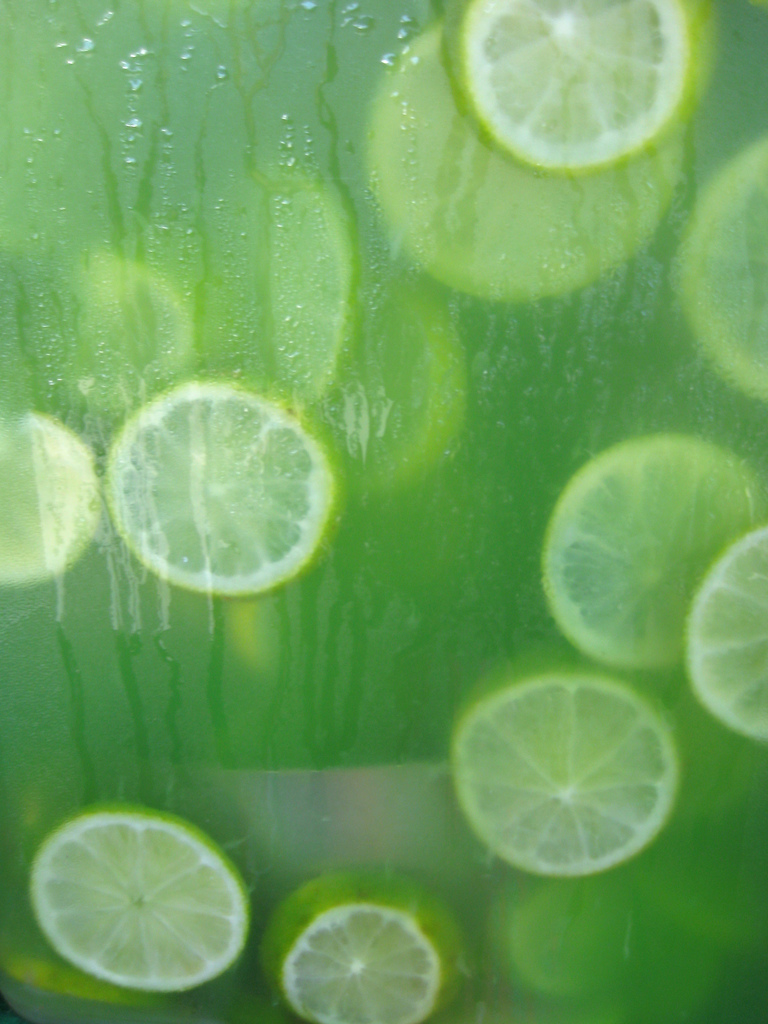

ليمي (بالإنجليزية: Limey)‏ هو كنية أو لقب في اللغة العامية الأمريكية يُطلق في الغالب على الشخص البريطاني.

## التاريخ
يُعتقد أن هذا المصطلح قد نشأ في عام 1850 باسم (lime-juicer) عصارة الليمون، تم اختصاره لاحقًا إلى «الليمي»، واستخدم في الأصل ككلمة مهينة للبحارة في البحرية الملكية البريطانية. منذ بداية القرن التاسع عشر، كانت ممارسة البحرية الملكية هي إضافة عصير الليمون إلى الحصة اليومية للبحارة من الشراب (مشروب روم مخفف). لأن فيتامين سي (خاصة حمض الإسكوربيك) الموجود في ثمار الحمضيات يمنع الاسقربوط (انظر جيمس لند)، وساعد في جعل هؤلاء البحارة أكثر صحة. وفي ذلك الوقت، استخدم «الليمون» و«الليم» بالتبادل للإشارة إلى الحمضيات. في البداية، استخدم عصير الليمون (من الليمون المستورد من أوروبا) كمضاف إلى المشروبات الكحولية المصنوعة من الماء ومشروب الروم على سفن البحرية الملكية، ولكن لاحقًا استبدل بالليمون (المزروع في المستعمرات البريطانية)، غير مدركين أن الليم الليمون لا يحتوي على ما يكفي من فيتامين ج للوقاية من المرض.[إخفاق التحقق]
مع مرور الوقت، فقد المصطلح دلالاته البحرية واستخدم للإشارة إلى الشعب البريطاني بشكل عام، وفي ثمانينيات القرن التاسع عشر، أصبح يُقصد به المهاجرين البريطانيين في أستراليا ونيوزيلندا وجنوب إفريقيا. على الرغم من أنه قد تم استخدام هذا المصطلح في وقت سابق في البحرية الأمريكية كلغة عامية للإشارة إلى بحار بريطاني أو سفينة حربية بريطانية، إلا أنه لم يُوثق هذا الاستخدام حتى عام 1918. وبحلول عام 1925، تم توسيع استخدام تسمية الليمي في اللغة الإنجليزية الأمريكية ليعني أي شخص بريطاني، وكان المصطلح معروفًا بشكل شائع لدرجة أنه ظهر في عناوين الصحف الأمريكية.